# 台湾学生社
台湾学生社（たいわんがくせいしゃ、Taiwanese Collegian）は1983年9月にアメリカにおいて成立した台湾留学生団体。台湾学生の台湾への関心向上、自由・平等・民主国家の建設を理念とし、李応元が発起人となって設立された。
台湾学生社の設立の目的は台湾学生に台湾問題を喚起し、同時に台湾独立の意識覚醒とされ、台湾独立色の非常に強い団体であった。また台湾独立建国連盟、台湾人公共事務会、台湾国際関係中心、北美洲台湾人教授協会と並び「海外台湾人五大社団」と称され、台湾問題では相当な影響力と動員力を有していた。

## 機関紙
機関紙の名称は『台湾學生』。